# Heinz-Jürgen Koloczek

Heinz-Jürgen Koloczek (links) mit seinem Nachfolger Michael Beck (Mitte) und LBU-Altstadtrat Paul Roder (rechts) 2009

Heinz-Jürgen Koloczek (* 8. November 1943 in Burg (bei Magdeburg)) ist ein baden-württembergischer Politiker der CDU. Er war von 1980 bis 2004 Oberbürgermeister der Stadt Tuttlingen.

## Leben
Koloczek zog bereits als Jugendlicher nach Tuttlingen und studierte nach dem Abitur Rechtswissenschaften. Er bestand das Erste Staatsexamen 1968. 1971 legte er das Zweite Staatsexamen in Stuttgart ab. Im Anschluss arbeitete er bis 1974 als Dezernent für den Landkreis Tuttlingen und wechselte 1974 zunächst in das Innenministerium Baden-Württemberg und noch im selben Jahr in das baden-württembergische Landwirtschaftsministerium, für das er bis 1976 tätig war. Von 1977 bis 1979 war er für die Kommunalabteilung des Innenministeriums tätig, wo er bis zum Regierungsdirektor aufstieg.
Im Dezember 1979 kandidierte er als Oberbürgermeister in Tuttlingen und setzte sich im ersten Wahlgang gegen zwei Mitbewerber mit 56,3 % der abgegebenen Stimmen durch. 1987 wurde er mit 72,9 % der abgegebenen Stimmen im Amt bestätigt. Einer der fünf Gegenkandidaten war 1987 der ehemalige NPD-Bundesvorsitzende Martin Mußgnug, der nach Koloczek mit 15 % die meisten Stimmen auf sich vereinigen konnte. 1995 setzte sich Koloczek mit 69,5 % der Stimmen gegen den Kandidaten der Liste Bürgerbeteiligung und Umweltschutz Hans-Martin Schwarz durch, der 27,1 % erhielt. Zur Oberbürgermeisterwahl 2003 trat Koloczek nicht mehr an und wurde so 2004 durch den CDU-Politiker Michael Beck abgelöst. Koloczek gehörte von 1984 bis 2009 dem Kreistag des Landkreises Tuttlingen an. 1994 wurde ihm das Bundesverdienstkreuz am Bande verliehen, 2004 das Bundesverdienstkreuz (I. Klasse).